# Nanumea
Nanumea Tuvalu legészaknyugatabbra fekvő szigete. A 2002-es népszámláláskor 664 lakója volt. Nanumea egy klasszikus atoll, melyen egy korallzátonyon kialakult alacsony szigetek egy lagúnát vesznek körül. Egy legenda szerint a sziget első két lakója 2 nő volt, Pai és Vau, de egy Tefolaha nevű férfi csalárd módon elvette tőlük. A nanumeaiak a sziget lakóinak a kereszténységre történő, több mint egy évszázaddal ezelőtti áttérésének emlékére karácsonykor Pati ünnepet tartanak, aminek jelentése Tefoloha és Jézus napja.

## Földrajza
A korallzátony legalább 6 szigetből áll. Ezek
- Lakena
- Lefogaki
- Nanumea proper (a legnagyobb sziget)
- Teatua a Taepoa
- Temotufoliki
- és legalább még egy sziget.

Nagy-Nanumeán egy kis falu található. A sziget kb. három kilométer hosszú. Lakena szintén lakott sziget. A legnagyobb sziget Nagy-Nanumea, ezt követi Lakena és Temotufoliki.